# Hastighetsåkning på skridskor vid olympiska vinterspelen 2014
Hastighetsåkning på skridskor vid olympiska vinterspelen 2014 i Sotji, Ryssland, hölls i Adler Arena skridskocenter vid Sotjis olympiska park den 8–22 februari. Grenen genomfördes med 12 grenar fördelade på olika distanser, från 500 meter till 10 000 meter samt lagtempo.
Nederländerna dominerade tävlingarna genom att vinna 23 av 36 medaljer varav fyra trippelsegrar, vilket är flest tripplar av ett land vid ett vinterspel någonsin.

## Tävlingsschema
Följande tabell visar tävlingsschemat för hastighetsåkning på skridskor under OS 2014. Den gula bakgrundsfärgen anger medaljlopp.
| Datum       | Tid         | Gren                                 |
| ----------- | ----------- | ------------------------------------ |
| 8 februari  | 15:30       | Herrarnas 5 000 m                    |
| 9 februari  | 15:30       | Damernas 3 000 m                     |
| 10 februari | 17:00 18:55 | Herrarnas 500 m                      |
| 11 februari | 16:45 18:34 | Damernas 500 m                       |
| 12 februari | 18:00       | Herrarnas 1 000 m                    |
| 13 februari | 18:00       | Damernas 1 000 m                     |
| 15 februari | 17:30       | Herrarnas 1 500 m                    |
| 16 februari | 18:00       | Damernas 1 500 m                     |
| 18 februari | 17:00       | Herrarnas 10 000 m                   |
| 19 februari | 17:30       | Damernas 5 000 m                     |
| 21 februari | 17:30       | Herrarnas lagtempo-kval, kvartsfinal |
| 21 februari | 18:23       | Damernas lagtempo-kval, kvartsfinal  |
| 21 februari | 19:13       | Herrarnas lagtempo-kval, semifinal   |
| 22 februari | 17:30       | Damernas lagtempo-kval, semifinal    |
| 22 februari | 17:51       | Herrarnas lagtempo                   |
| 22 februari | 18:14       | Damernas lagtempo                    |

## Medaljsammanfattning
0TR0 = Banrekord
0OR0 = Olympiskt rekord
Damer
| Gren                    | Guld                                                     | Guld         | Silver                                                            | Silver  | Brons                                                  | Brons   |
| 500 meter Detaljer...   | Lee Sang-hwa Sydkorea                                    | 74,70 0OR0   | Olga Fatkulina Ryssland                                           | 75,06   | Margot Boer Nederländerna                              | 75,48   |
| 1 000 meter Detaljer... | Zhang Hong Kina                                          | 1.14,02      | Ireen Wüst Nederländerna                                          | 1.14,69 | Margot Boer Nederländerna                              | 1.14,90 |
| 1 500 meter Detaljer... | Jorien ter Mors Nederländerna                            | 1.53,51      | Ireen Wüst Nederländerna                                          | 1.54,09 | Lotte van Beek Nederländerna                           | 1.54,54 |
| 3 000 meter Detaljer... | Ireen Wüst Nederländerna                                 | 4.00,34 0TR0 | Martina Sáblíková Tjeckien                                        | 4.01,94 | Olga Graf Ryssland                                     | 4.03,47 |
| 5 000 meter Detaljer... | Martina Sáblíková Tjeckien                               | 6.51,54      | Ireen Wüst Nederländerna                                          | 6.54,28 | Carien Kleibeuker Nederländerna                        | 6.55,66 |
| Lagtempo Detaljer...    | Nederländerna Jorien ter Mors Marrit Leenstra Ireen Wüst | 2.58,05      | Polen Katarzyna Bachleda-Curuś Natalia Czerwonka Luiza Złotkowska | 3.05,55 | Ryssland Olga Graf Jekaterina Lobysjeva Julija Skokova | 2.59,73 |

Herrar
| Gren                     | Guld                                                   | Guld          | Silver                                              | Silver   | Brons                                                   | Brons    |
| 500 meter Detaljer...    | Michel Mulder Nederländerna                            | 69,31         | Jan Smeekens Nederländerna                          | 69,32    | Ronald Mulder Nederländerna                             | 69,46    |
| 1 000 meter Detaljer...  | Stefan Groothuis Nederländerna                         | 1.08,39       | Denny Morrison Kanada                               | 1.08,43  | Michel Mulder Nederländerna                             | 1.08,74  |
| 1 500 meter Detaljer...  | Zbigniew Bródka Polen                                  | 1.45,006      | Koen Verweij Nederländerna                          | 1.45,009 | Denny Morrison Kanada                                   | 1.45,22  |
| 5 000 meter Detaljer...  | Sven Kramer Nederländerna                              | 6.10,76 0OR0  | Jan Blokhuijsen Nederländerna                       | 6.15,71  | Jorrit Bergsma Nederländerna                            | 6.16,66  |
| 10 000 meter Detaljer... | Jorrit Bergsma Nederländerna                           | 12.44,45 0OR0 | Sven Kramer Nederländerna                           | 12.49,03 | Bob de Jong Nederländerna                               | 13.07,19 |
| Lagtempo Detaljer...     | Nederländerna Jan Blokhuijsen Sven Kramer Koen Verweij | 3.37,71       | Sydkorea Joo Hyong-jun Kim Cheol-min Lee Seung-hoon | 3.40,85  | Polen Zbigniew Bródka Konrad Niedźwiedzki Jan Szymański | 3.41,94  |

## Medaljtabell
Värdnation
| Pl. | Nation        | Guld | Silver | Brons | Totalt |
| --- | ------------- | ---- | ------ | ----- | ------ |
| 1   | Nederländerna | 8    | 7      | 8     | 23     |
| 2   | Polen         | 1    | 1      | 1     | 3      |
| 3   | Tjeckien      | 1    | 1      | 0     | 2      |
| 3   | Sydkorea      | 1    | 1      | 0     | 2      |
| 5   | Kina          | 1    | 0      | 0     | 1      |
| 6   | Ryssland      | 0    | 1      | 2     | 3      |
| 7   | Kanada        | 0    | 1      | 1     | 2      |
|     | Totalt        | 12   | 12     | 12    | 36     |